# Castelliri
Castelliri es una localidad y comune italiana de la provincia de Frosinone, en el Valle Latino, región de Lacio, con 3.586 habitantes.

## Evolución demográfica
| Gráfica de evolución demográfica de Castelliri entre 1861 y 2001 |
|                                                                  |
| Fuente ISTAT - elaboración gráfica de Wikipedia                  |